# André-Joseph Grétry
André-Joseph Grétry, dit Grétry neveu, est un auteur dramatique français, neveu du compositeur André Grétry, né à Boulogne-sur-Mer le 20 novembre 1774 et mort à Paris le 19 avril 1826.
Il a composé un grand nombre de pièces de théâtre, de romans, de poésies ; mais, malgré sa fécondité, il vécut constamment dans l'état le plus précaire, devint aveugle et mourut d’hydropisie.

## Œuvres

### Théâtres
- Le Barbier du village, opéra-comique en 1 acte (1802)
- Duval, comédie en 1 acte (1802, in-8°)
- Une matinée des deux Corneille, comédie-vaudeville (1804, in-8°)
- L’Oncle et le Neveu, comédie-vaudeville (1804)
- Lutineau ou le Château de Nuremberg, comédie-vaudeville (1806)
- Sigebert, roi d’Austrasie, drame (1807)
- Haine aux deux sexes, comédie (1815), etc.

### Autres
- Roses et pensées, recueil de contes, fables, romances (1805)
- L’Amour et le Crime ou Quelques journées anglaises (1807)
- Le Nouveau théâtre de Séraphin ou Entretiens instructifs, amusants et muraux (1809-1810, 2 vol. in-8°)
- Le Portefeuille de la jeunesse, recueil de contes (1810)
- Grétry en famille ou Anecdotes littéraires et musicales (1815).

André-Joseph Grétry a laissé en outre des poésies, des romances dont il a écrit la musique, et plusieurs romans.